# Fekete mézevő
A fekete mézevő (Sugomel niger) a madarak osztályának verébalakúak (Passeriformes) rendjébe és a mézevőfélék (Meliphagidae) családjába tartozó Sugomel nem egyetlen faja.

## Rendszerezése
A fajt John Gould angol ornitológus írta le 1838-ban, a Myzomela nembe Myzomela nigra néven. Sorolták a Certhionyx nembe Certhionyx niger néven is. Egyes szervezetek Sugomel nigrum néven jegyzik.

## Előfordulása
Ausztrália területén honos. Természetes élőhelyei a szubtrópusi vagy trópusi gyepek, szavannák és cserjések. Vonuló faj.

## Megjelenése
Testhossza 13 centiméter. A hím tollazata fekete és fehér, a tojóé barna és szürke.
|  |  |

## Életmódja
Rovarokkal és nektárral táplálkozik.

## Szaporodása
A nyílt csésze alakú fészkét a tojó készíti. Fészekalja általában kettő, ritkán három tojásból áll, melyen 15 napig kotlik a tojó, a fiókák táplálásában mindkét szülő részt vesz.

## Természetvédelmi helyzete
Az elterjedési területe rendkívül nagy, egyedszáma viszont csökken, de még nem éri el a kritikus szintet. A Természetvédelmi Világszövetség Vörös listáján nem fenyegetett fajként szerepel.